# NGC 214
NGC 214 è una galassia a spirale situata nella costellazione di Andromeda.

## Descrizione
La galassia ha una classe di luminosità III e presenta una larga riga a 21 cm dell'idrogeno neutro.
Il database SIMBAD classifica NGC 214 come galassia attiva.
Le galassie NGC 214 e UGC 398 formano una coppia di galassie.

## Scoperta
NGC 214 è stata scoperta il 10 ottobre 1784 dall'astronomo britannico di origine tedesca William Herschel.

## Supernovae
Due supernovae sono state scoperte in NGC 214: SN 2005db e SN 2006ep.

### SN 2005db
La prima supernova è stata scoperta il 30 agosto 2005 dall'astronomo amatoriale sudafricano Berto Monard. La supernova è stata classificata di tipo IIn.

### SN 2006ep
Il 30 agosto 2006 all'interno di questa galassia è stata scoperta la supernova "SN 2006ep" classificata di tipo Ib/c.
L'oggetto è stato scoperto in modo indipendente dall'astronomo giapponese Koichi Itagaki oltre che da N. Joubert e W. Li nel corso del programma congiunto LOSS/KAIT, composto da Lick Observatory Supernova Search dell'Osservatorio Lick e The Katzman Automatic Imaging Telescope dell'Università della California - Berkeley.